# 皮肯斯 (阿肯色州懷特縣)
皮肯斯（英語：Pickens）是位於美國阿肯色州懷特縣的一個非建制地區。該地的面積和人口皆未知。

## 地理
皮肯斯的座標為35°20′51″N 91°52′28″W / 35.34750°N 91.87444°W，而該地的平均海拔高度為91米（即299英尺）。